# Phyllopodopsyllus bahamensis
Phyllopodopsyllus bahamensis is een eenoogkreeftjessoort uit de familie van de Tetragonicipitidae. De wetenschappelijke naam van de soort is voor het eerst geldig gepubliceerd in 1968 door Geddes.